# سسک سیشل
سسک سیشل (نام علمی: Acrocephalus sechellensis)، همچنین به نام سسک بیشه سیشل شناخته می‌شود، یک پرنده آوازخوان کوچک است که در پنج جزیره گرانیتی و کورالین در سیشل یافت می‌شود. پرنده‌ای قهوه‌ای مایل به سبز با پاهای بلند و نوک دراز و باریک است. عمدتاً در مناطق جنگلی جزایر یافت می‌شود. سسک سیشل از این نظر نادر است که زادآور همیارانه یا همزادگی را نشان می‌دهد، به این معنی که جفت تک‌همسر توسط کمک‌کنندگان ماده نازادآور کمک می‌شود.
چند دهه پیش، سسک سیشل در آستانه انقراض بود و تنها ۲۶ پرنده در جزیره کوزین در سال ۱۹۶۸ زنده مانده بودند. به دلیل تلاش‌های حفاظتی، امروزه بیش از ۲۵۰۰ فرد از این گونه با جمعیت‌های زنده در جزایر دنیس، فرگیت، کوزین و آرید و همچنین جزیره کوزین وجود دارد.